# Shirai Seiichi

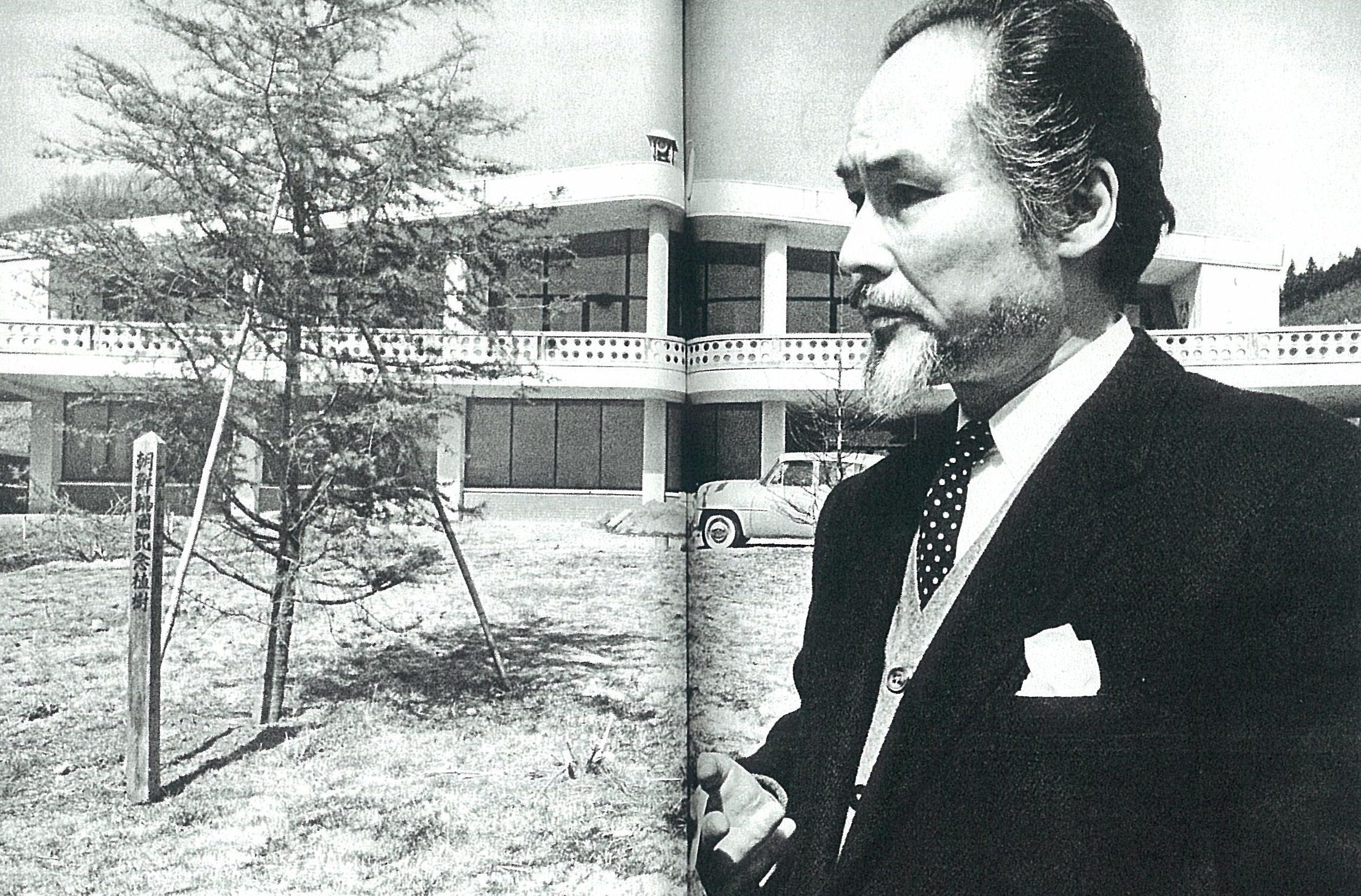
Shirai Seiichi, 1960

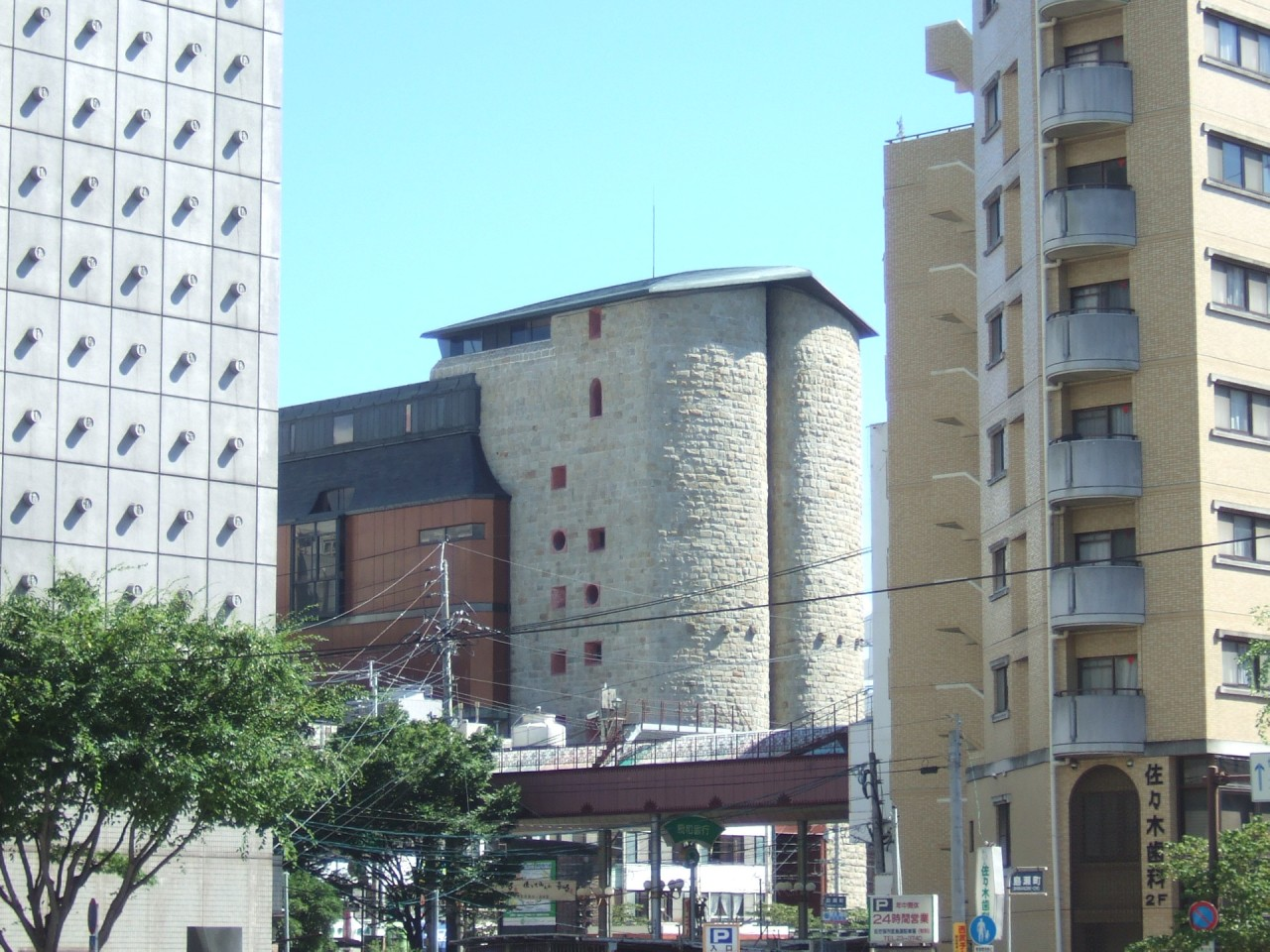
Shinwa Bank

Shirai Seiichi (japanisch 白井 晟一; geboren 5. Februar 1905 in Kioto; gestorben 22. November 1983) war ein japanischer Architekt der Shōwa-Zeit.

## Leben und Werk
Shirai Seiichi ging nach seinem Abschluss in Kyōto an der „Oberschule für Kunsthandwerk“ (京都高等工芸学校, Kyōto Kōtō Kōgei Gakkō) mit 22 Jahren nach Deutschland, wo er in Heidelberg und Berlin Philosophie und Kunstgeschichte studierte, in Heidelberg ausführlich Karl Jaspers hörte und sich auch mit gotischer Architektur befasste. 1935 kehrte er nach Japan zurück und wurde im Selbststudium Architekt. Angefangen mit der Residenz Kawamura (河村邸) brachte er eine an Deutschland orientierte Bauweise nach Japan, baute Wohnhäusern und Bürogebäuden in ländlichen Gegenden. So wurde er 1955 bekannt als „Architekt des Volkes“ und stand damit im Gegensatz zu Tange Kenzō. Im selben Jahr überraschte er die Architektenwelt mit seinem „Plan für einen Tempel zur Atombomben-Katastrophe“ (原爆堂計画; Gembaku-dō Keikaku), der voll von esoterischen Symbolismus war. Das wurde zum Ausgangspunkt für sein Design nach 1960.
In seinem bedeutendsten Werk, dem Hauptgebäude der Shinwa Bank (親和銀行本部; 1966 bis 1975) nutzte Shirai ausführlich Stein und genau geplante manuelle Bearbeitung der Steine, um einen reichhaltig gestaltete Fassade zu schaffen. Andere wichtige Arbeiten sind die Matsuida Stadthalle in Yakuba (Präfektur Gumma) 1955, die Haupthalle des Zenshō-ji Tempels in der Präfektur Wakayama und die Residenz „Kureha no ie“ (呉羽の家; 1958) in der Präfektur Toyama aus dem Jahr 1965. Zu den späten Werken zählen das vom Bezirk Shibuya (Tokio) getragene Kunstmuseum Shōtō Bijutsukan (松涛美術館) und das Museum für den Textilkünstler Serizawa Keisuke (芹沢銈介美術館, Serizawa Bijutsukan) in Shizuoka.
1861 erhielt Shirai den 4. Takamura-Kōtarō-Preis, 1969 den Mainichi-Kulturpreis und 1980 den Preis der Akademie der Künste für die Shinwa Bank.